# Scafa
Scafa är en ort och kommun i provinsen Pescara i regionen Abruzzo i Italien. Kommunen hade 3 604 invånare (2018).